# Bán cầu đất và nước
Các bán cầu đất và nước của Trái Đất, đôi khi được viết hoa là Bán cầu Đất và Bán cầu Nước, là các bán cầu của Trái Đất chứa tổng diện tích đất và đại dương lớn nhất có thể, tương ứng. Theo định nghĩa (giả sử rằng toàn bộ bề mặt có thể được phân loại là "đất" hoặc "đại dương"), hai bán cầu không trùng nhau.
Xác định của bán cầu thay đổi một chút. Một điểm xác định đặt trung tâm của bán cầu đất tại 47°13′B 1°32′T / 47,217°B 1,533°T (tại thành phố Nantes, Pháp). Trung tâm của bán cầu nước là điểm đối cực của trung tâm của bán cầu đất, và do đó tọa lạc tại 47°13′N 178°28′Đ / 47,217°N 178,467°Đ, gần Quần đảo Bounty của New Zealand ở Thái Bình Dương.
Một nghiên cứu thay thế quyết định trung tâm của bán cầu đất để được ở 47°24′42″B 2°37′15″T / 47,411667°B 2,620833°T (ở île Dumet gần Saint-Nazaire, Pháp).

## Phân phối các đặc điểm địa lý
Bán cầu đất có phần lớn đất đai của hành tinh, bao gồm Châu Âu, Châu Phi, Bắc Mỹ, gần như toàn bộ Châu Á và hầu hết Nam Mỹ. Tuy nhiên, ngay cả ở Bán cầu đất, diện tích đại dương vẫn hơi vượt quá diện tích đất liền. Bán cầu đất gần giống với bán cầu chứa dân số lớn nhất của loài người. Vùng bán cầu đất chứa hầu hết các vùng nước nội địa của Trái Đất, bao gồm Biển Caspi, Hồ lớn Bắc Mỹ, Hồ lớn châu Phi và Hồ Baikal.
Bán cầu nước chỉ có khoảng một phần tám diện tích đất liền của thế giới, bao gồm Úc, New Zealand, Hawaii, Hải đảo Đông Nam Á và Nam Cực của châu Mỹ. Nam Cực chỉ nằm trong bán cầu nước, mặc dù các nguồn khác nhau về việc liệu nó có được coi là đất cho mục đích tính toán hay không. Nam Cực cung cấp cho Bán cầu nước phần lớn băng của Trái Đất.
Hầu hết Thái Bình Dương và Ấn Độ Dương, và toàn bộ Nam Đại Dương, nằm trên bán cầu nước. Theo tỷ lệ, Bán cầu nước xấp xỉ 89% diện tích nước (gần như toàn bộ liên quan đến Đại dương Thế giới, 6% đất khô và 5% băng cực.
Bảng dưới đây tuân theo sự phân chia đất đai của Alphonse Berget cho hai bán cầu.
| Châu lục                            | Diện tích trong bán cầu đất (km²) | Diện tích trong bán cầu nước (km²) |
| ----------------------------------- | --------------------------------- | ---------------------------------- |
| Châu Phi                            | 29,818,400                        | 0                                  |
| Châu Mỹ                             | 34,955,670                        | 3,391,010                          |
| Nam Cực                             | 0                                 | 13,120,000                         |
| Châu Á                              | 40,897,241                        | 3,245,649                          |
| Úc và quần đảo trên Thái Bình Dương | 0                                 | 8,958,630                          |
| Châu Âu                             | 9,732,250                         | 0                                  |
| Khu vực đất trong bán cầu           | 115,403,561 (80.1%)               | 28,715,289 (19.9%)                 |